# Fourni

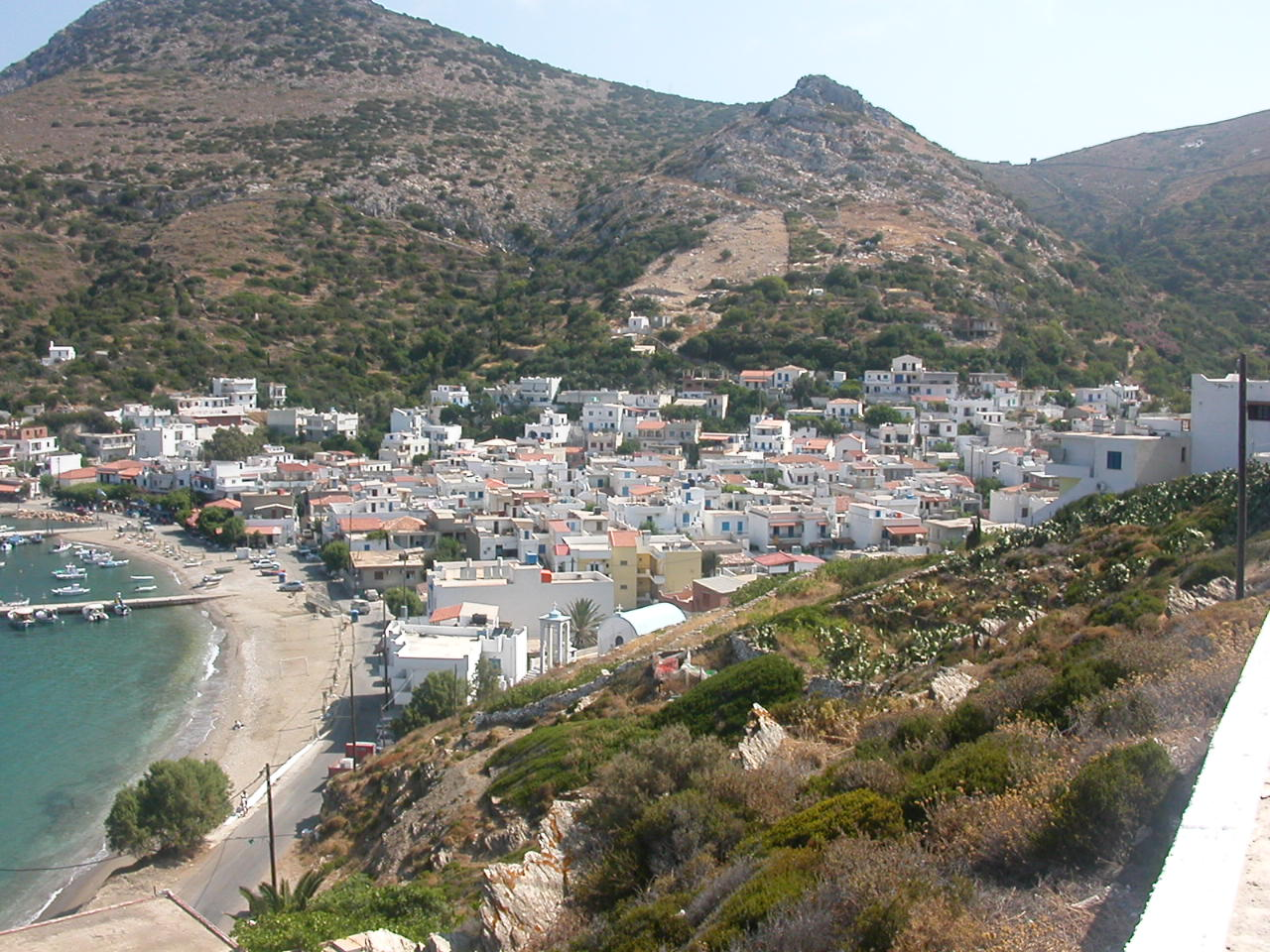
Gezicht op Fourni

Fourni Korseon (Grieks: Φούρνοι Κορσέων) is een Grieks eiland in de Egeïsche Zee.
Fourni vormt samen met Thymena en Agios Minas een kleine eilandengroep in de driehoek tussen Patmos, Samos en Ikaria.
De eilandengroep Fourni heeft als hoofdstad Fourni (ook geschreven als Fournoi/Φούρνοι). Aangezien deze plaats beschikt over de grootste haven van het eiland, komen hier de vrachtschepen en ferry's aan vanuit de omgeving. Tegenover de hoofdstad ligt het tweede eiland in grootte met het gelijknamige dorp Thymena.
Fournoi Korseon (Grieks: Φούρνοι Κορσέων) is een gemeente (dimos) in de Griekse bestuurlijke regio (periferia) Noord-Egeïsche Eilanden.